# 龍泉洞

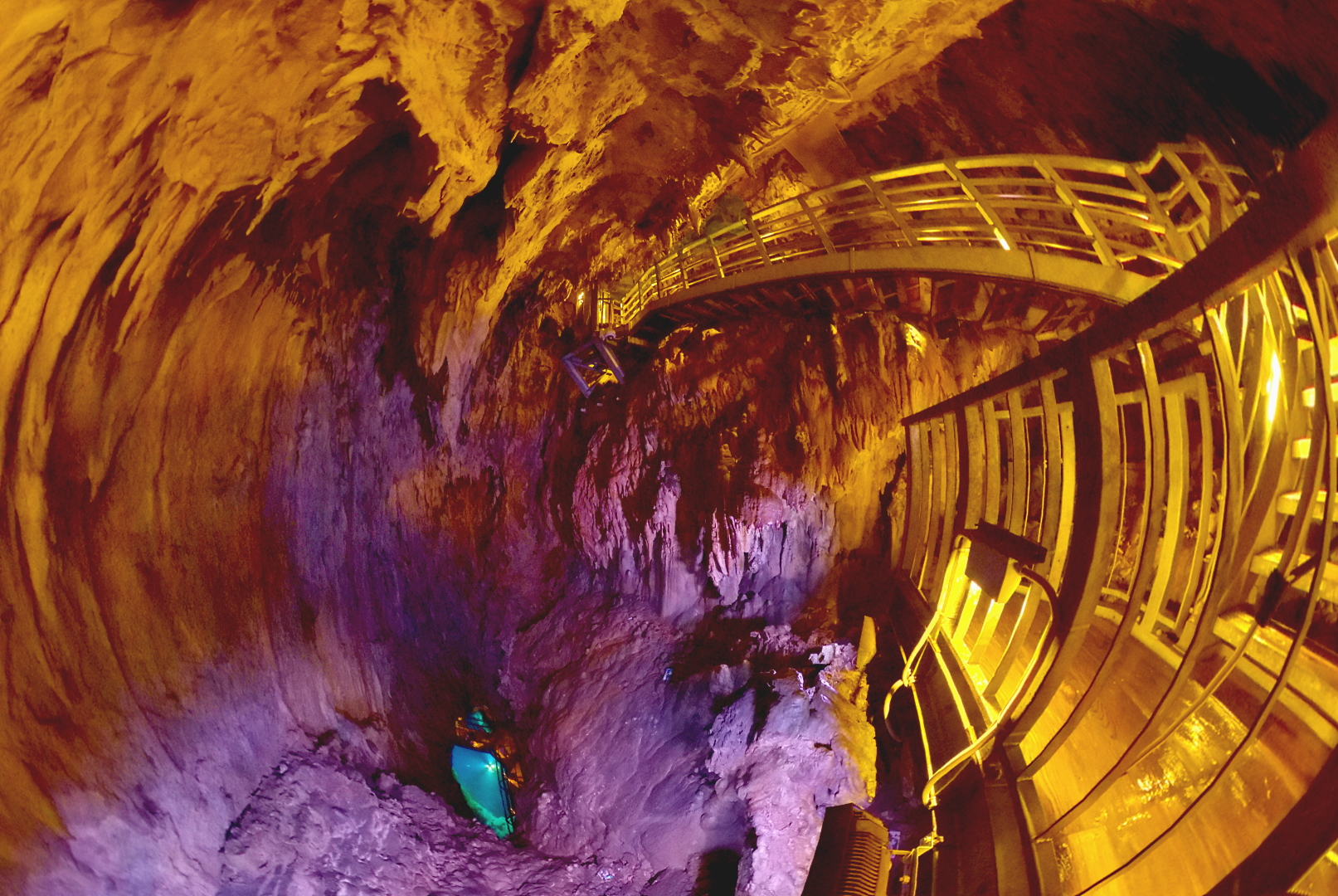
龍泉洞内部

龍泉洞（りゅうせんどう）は、日本の岩手県下閉伊郡岩泉町にある鍾乳洞。岩泉湧窟（いわいずみわっくつ）とも言う。総延長約1,200m（日本の洞窟中第62位）。高低差約249mは日本の洞窟中第5位。
秋芳洞（山口県美祢市）・龍河洞（高知県香美市）と共に「日本三大鍾乳洞」の一つに数えられる。
多くの地底湖を有していることで知られ、地底湖の水は龍泉洞地底湖の水として1985年（昭和60年）名水百選のひとつに選定されている。

## 概要

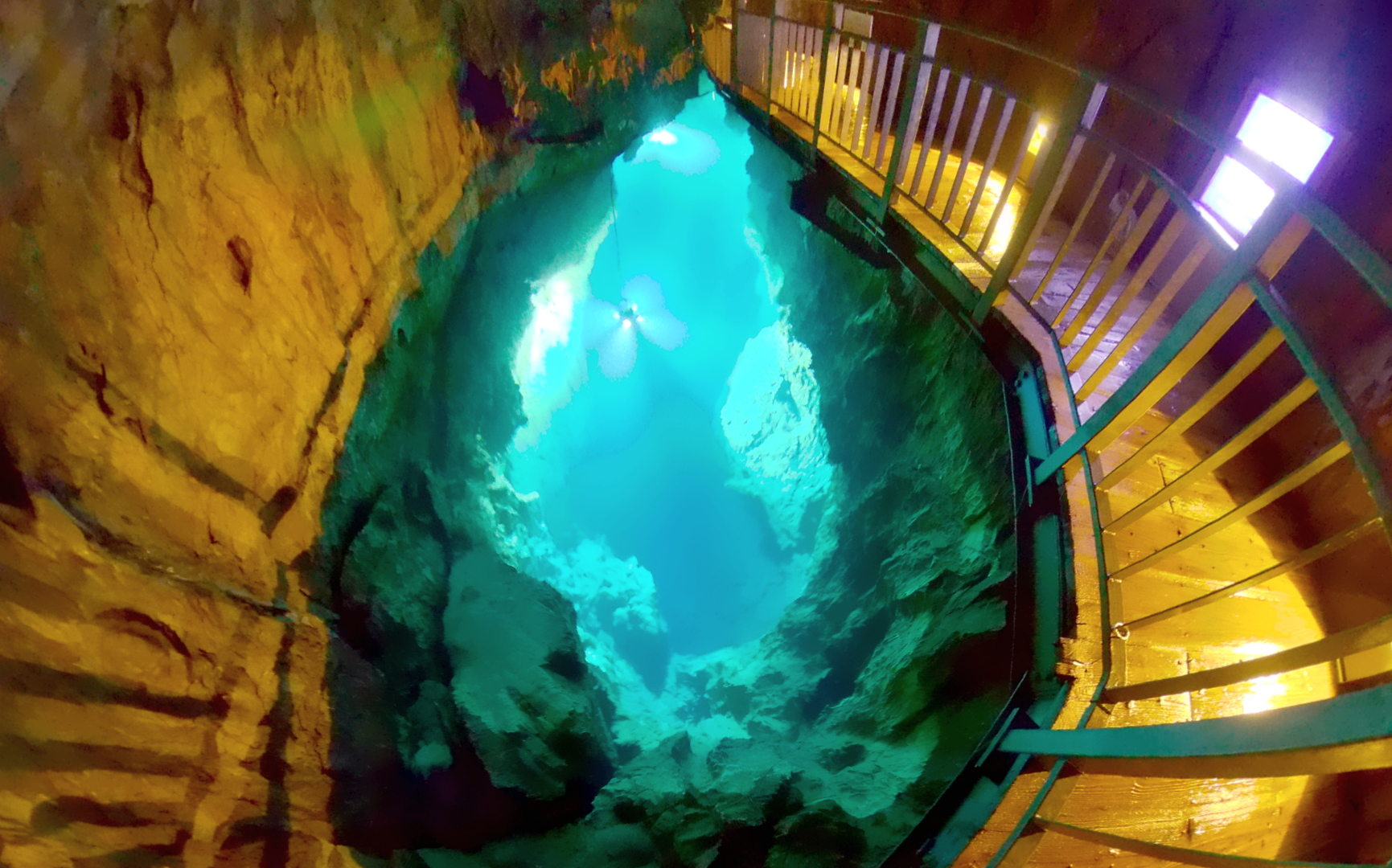
龍泉洞地底湖

実際の全長は2.5km以上とも5km以上とも言われている（平成24年11月現在で3631mまで確認されている）。昔は現在の入り口の上方に入口があり、玉響きの滝と呼ばれる場所から小舟に乗り、百間廊下を呼ばれる場所を内部に進んでいた。その後、発破を使用して洞窟内部を爆破して通路を拡大し、百間廊下の上に歩道が設置されて歩いて内部に入れるようになった。広く観光化された当時は、第3地底湖まで到達するとUターンして戻るスタイルであったが、来場者が増えたために第3地底湖から上に登る階段を設置して、上部に広がる洞窟も見て回れるように改められた。
1968年（昭和43年）に日本ケイビング協会が洞窟潜水で死亡事故を起こして以来2009年まで調査が禁止された。水深98mの第3地底湖、120m以上ある第4地底湖（未公開）等、全部で7つの地底湖を持っていることで知られる。
観光整備工事中の1967年（昭和42年）に龍泉洞入洞口の向かい側に新たに洞窟が発見され、龍泉新洞（りゅうせんしんどう）と命名された。また、その洞内から土器・石器などが多数発見された。トレーサー調査によれば、龍泉新洞は龍泉洞の下流部分にあたるとされる。龍泉洞の水が再度地下に潜り込み、本洞前の清水川（小本川水系）の下を「第二の川」のように流れ、龍泉新洞の「泉」で湧いていることが分かっている。龍泉洞の潜流地点から龍泉新洞の「泉」まで、おおよそ5分ほどで到達していると言われる。
洞窟内には、キクガシラコウモリ、コキクガシラコウモリ、モモジロコウモリ、ウサギコウモリ、および、テングコウモリという、ココウモリ類（小翼手類）5種の生息が確認されており、これらのコウモリ類は、1938年（昭和13年）12月14日、洞窟と共に「岩泉湧窟及びコウモリ」名義で国の天然記念物に指定された。
近くには日本洞穴学研究所がある。2014年1月1日にはNPO法人地域活性化支援センターによって恋人の聖地に認定されている。
2025年現在は、入口の上流側に新規に出口が掘削され、繁忙期には上部洞窟エリアは閉鎖して一方通行での観覧になっている。新規に掘削したトンネルには、過去の龍泉洞の写真の展示や酒類の熟成保管庫が設置される。

## 歴史
- 1938年（昭和13年）12月14日 - 「岩泉湧窟及びコウモリ」名義で日本国の天然記念物に指定される[3]。
- 1967年（昭和42年） - 龍泉新洞が発見される。
- 1968年（昭和43年）12月 - 洞窟探検家による死亡事故が発生。
- 1981年（昭和56年） - NHK特集『竜泉洞探検』で採り上げられる（撮影は須賀次郎による）。
- 1985年（昭和60年）3月 - 環境庁（現・環境省）による「名水百選」に選定される。
- 1998年（平成10年） - 安家洞のテレビ番組前に潜水撮影（第1地底湖）。
- 2007年（平成19年）5月 - 「日本の地質百選」に選定される。
- 2011年（平成23年）3月11日 - 東北地方太平洋沖地震が発生し、揺さぶられた地底湖は沈殿物が浮き上がって透明度が一時的に失われたが、構造物への被害は確認されず、4月27日、透明度も回復しつつあるとして観光施設は営業を再開した[5]。
- 2016年（平成28年）9月2日 - 台風10号の影響で地底湖が増水し、数日に渡り入口から大量の水があふれ出た。照明や通路が被害を受けた[6]。2017年（平成29年）3月19日、営業再開[7]。
- 2023年（令和5年）8月14日 - 前日からの集中豪雨により水かさが増し、一時閉鎖[8]。
- 2024年（令和6年）8月12日 - 台風5号の影響で地底湖が増水し、入口から水があふれ出たほか、照明設備や通路が被災した。同月25日に営業再開[9][10]。

## 龍泉洞地底湖の水
龍泉洞の水は世界でも有数の透明度を誇っていることで知られる。1985年（昭和60年）には龍泉洞地底湖の水として名水百選のひとつに選定されている。水量は1万7千m3／日以上の流量を有しており、岩泉町の水道水として利用されている他、ミネラルウォーターとしても商品化されており、カルシウム分を多く含む弱アルカリ性のおいしい水として全国に市販されている。地底湖の水は透明度の高さから「ドラゴンブルー」と称されている。

## アクセス
- 岩泉消防署前（旧岩泉駅）から
  - 岩泉町民バス 小本線、安家洞線、沢中・夏節線、田野畑村営バスで約10分、「龍泉洞」下車
- 三陸鉄道リアス線岩泉小本駅から
  - 岩泉町民バス：小本線で約45分、「龍泉洞」下車
- JR東日本東北本線盛岡駅から
  - JRバス東北：早坂高原線で約2時間20分、「龍泉洞」下車